# Теляковский, Вениамин Александрович
Вениамин Александрович Теляковский (1904—1969) — советский партийный и хозяйственный деятель, Герой Социалистического Труда (1957).

## Биография
Родился 26 июля 1904 г. в с. Еремейцево Рыбинского уезда Ярославской губернии в семье крестьянина.
Окончил Ленинградский политехнический институт (1930).
С начала 1940-х гг. работал в Оренбургской области на руководящих должностях, в том числе начальником отдела лёгкой промышленности (1941) и заместителем председателя облисполкома.
С декабря 1954 по октябрь 1959 г. первый секретарь Адамовского райкома КПСС. Руководил созданием зерноводческих совхозов и строителем посёлков для целинников.
При нём за 4 года, с 1953 по 1956, посевные площади в общественном секторе возросли с 94 до 537 тысяч га.
Отрывок из его статьи в газете «Правда» 11 сентября 1956 года:
```
«О том, сколь велико значение целинных земель для роста производства зерна, наглядно показывает пример нашего Адамовского района. Совсем недавно он давал государству не более полутора миллионов пудов зерна. Ныне колхозники, работники МТС и совхозов приняли обязательство сдать государству к 15 сентября не менее двадцати пяти миллионов пудов зерна. Это большой кропотливый героический труд целинников. Это награда за постоянную заботу о повышении культуры земледелия. Покорители целины — смелые люди. Молодые и пожилые патриоты, совершив великий трудовой подвиг, заслужили всенародное признание».
```

Награжден медалью «За освоение целинных земель».
За особые успехи в подъеме целины и получении высоких урожаев Указом от 11 января 1957 г. присвоено звание Героя Социалистического Труда.
Избирался делегатом XX и XXI съездов КПСС.
С 1964 г. персональный пенсионер союзного значения.
Умер в 1969 году. Похоронен на Старом кладбище Оренбурга по улице Монтажников.

### Сочинения
Автор книги: Теляковский В. Люди целины. — М., 1959.